# Distretto di Orku
Il distretto di Orku (乌尔禾区S, Wū'ěrhé QūP) è un distretto della Cina, situato nella regione autonoma di Xinjiang e amministrato dalla prefettura di Karamay.